# ماریو ایمپرولی
ماریو ایمپرولی (ایتالیایی: Mario Imperoli؛ ۲۴ ژوئن ۱۹۳۱ - ۲۴ دسامبر ۱۹۷۷) کارگردان، فیلم‌نامه‌نویس، تهیه‌کننده فیلم و روزنامه‌نگار اهل ایتالیا بود.
وی کارگردان فیلم‌هایی همچون مونیکا، خاله‌های دل‌انگیز، شلوار آبی و چونان سگ‌های هار اشاره کرد.